# Bojan Bogdanović
Bojan Bogdanović (* 18. dubna 1989 Mostar) je chorvatský basketbalista. Je vysoký 203 cm a hraje na pozici křídla, je specialistou na tříbodové hody.

## Klubová kariéra
Začínal v klubu HŠK Zrinjski Mostar jako fotbalista, od patnácti let se zaměřil na basketbal. V roce 2005 přestoupil do Realu Madrid, kde hrál především v rezervním týmu nebo na hostování v CB Murcia. V letech 2009 až 2011 působil v KK Cibona, s nímž získal v roce 2010 titul mistra Chorvatska a byl nejlepším střelcem ABA Ligy v sezóně 2010/11. Od roku 2011 hrál v Turecku za Fenerbahçe Ülker, s nímž vyhrál v roce 2013 pohár a v roce 2014 ligu. V roce 2014 odešel do National Basketball Association, kde postupně hrál za Brooklyn Nets, Washington Wizards a od roku 2017 za Indiana Pacers.

## Reprezentační kariéra
Za chorvatskou reprezentaci nastupuje od roku 2010. Startoval na mistrovství světa v basketbalu mužů 2010 (14. místo), mistrovství Evropy v basketbalu mužů 2011 (13.–16. místo), mistrovství Evropy v basketbalu mužů 2013 (4. místo), Mistrovství světa v basketbalu mužů 2014 (10. místo), Mistrovství Evropy v basketbalu mužů 2015 (9. místo), olympijských hrách 2016 (5. místo) a mistrovství Evropy v basketbalu mužů 2017 (10. místo). Na ME 2013 byl vybrán do týmu all-stars, na OH 2016 byl s průměrem 25,3 bodu na zápas nejlepším střelcem turnaje.